# Mauria cuatrecasasii
Mauria cuatrecasasii är en sumakväxtart som beskrevs av Fred Alexander Barkley. Mauria cuatrecasasii ingår i släktet Mauria och familjen sumakväxter. Inga underarter finns listade i Catalogue of Life.